# Presa de San Clemente
La presa de San Clemente fue una presa de Arcos construida en el río Carmel, 15 millas al sureste de Monterrey en el Condado de Monterrey, California (Estados Unidos. Se localizaba inmediatamente aguas abajo de la confluencia de los ríos Carmel y San Clemente. Se terminó de construir en 1921 para abastecer de agua a la península de Monterrey, la presa fue demolida en noviembre de 2015 por motivos de seguridad y conservación ambiental.

## Antecedentes
La presa de San Clemente fue construida por Samuel Morse, propietario de Del Monte Properties Company, para el suministro municipal de agua a la creciente población de la península de Monterrey. Se reemplazó así la vieja presa de Carmel River que se había construido en 1883. Con un coste de US$300,000, el arco de 32 m de altura fue diseñado por J.A. Wilcox y construido por la empresa Chadwick & Sykes Inc de San Francisco entre 1918 y 1921. Para su construcción se utilizaron aproximadamente 5410 m³ de cemento. Se construyó una escalera de peces en la presa poco tiempo después de su terminación. En 1930, Morse vendió a presa a Chester Loveland, propietario de la California Water and Telephone Company (CWTC). En 1966 California American Water (CAW) compró CWTC y adquirió la presa por 42 millones dedólares.